# Basilica concattedrale di Sant'Agata
(Ettore Vernole)
La basilica concattedrale di Sant'Agata è il duomo di Gallipoli, concattedrale della diocesi di Nardò-Gallipoli, basilica minore e monumento nazionale italiano. La basilica è dedicata a sant'Agata patrona della città di Gallipoli e della diocesi omonima.
L'attuale chiesa concattedrale è stata elevata a basilica pontificia minore nel 1946 da papa Pio XII, su richiesta del vescovo Nicola Margiotta.
Con Regio Decreto del 21 novembre 1940, il re d'Italia Vittorio Emanuele III la aveva già elevata al rango di monumento nazionale per via della sua importanza storica e artistica.
È sede di un'arcipretura, di un Capitolo dei canonici e della parrocchia omonima.

## Descrizione
(M. Calvesi e M. Manieri)
Si trova al centro e nel punto più alto dell'isola, sito probabilmente destinato ad area sacra sin dall'antichità. Per l'opera furono chiamati i costruttori locali Francesco Bischettimi e Scipione Lachibari, i quali seguirono il disegno dell'intera fabbrica realizzato da Giovan Bernandino Genuino. A causa dell'elevato numero di tele può essere considerata una vera e propria pinacoteca.
È una chiesa barocca del XVII secolo, riedificata in sostituzione dell'antica chiesa romanica intitolata a san Giovanni Crisostomo. Il canonico della cattedrale D'Elia sostenne che la basilica risaliva al XII e quindi doveva avere uno stile normanno romanico pugliese. 
Nel 1629 si distrusse l'antico tempio e si pose la prima pietra della nuova chiesa, alla presenza dell'arciprete Michele di Valandia, alto prelato del capitolo, supplente del vescovo Rueda assente.
Fondamentale fu la donazione fatta a tal proposito dal medico, filosofo, docente, letterato di Gallipoli Giovanni Giacomo Lazzari.
Un'iscrizione posta dall'allora vescovo di Gallipoli Oronzo Filomarini (posta oggi sopra l'entrata della sacrestia) spiega l'origine dell'ex cattedrale, un tempo dedicata a San Giovanni Crisostomo.
| Testo in italiano dell'iscrizione | Testo in latino dell'iscrizione                                                                                |
| --- | --- |
| Questo tempio una volta (era dedicato) a Giovanni Crisostomo, in seguito a Sant'Agata dopo la scoperta della sua mammella nell'Anno del Signore 1126 | Templum hoc olim divo Joanni Chrysostomo, postea divae Agathae post eius mamillae inventionem anno domini 1126 |

### Prospetto
(Canonico del Capitolo Cattedrale Sebastiano Verona)
Il prospetto, in carparo, è diviso in due ordini. Il primo si presenta scandito da lesene-paraste scanalate di ordine dorico intervallate dai portali di accesso alle navate e dalle nicchie contenenti le statue di sant'Agata, di san Fausto e di san Sebastiano. Sotto alla statua di san Sebastiano è presente la scritta latina: «ISTEQUE MORBO L1BERAT URBEM». Il secondo, per cui furono adottate soluzioni fornite dall'architetto leccese Giuseppe Zimbalo, ospita, in corrispondenza delle due nicchie presenti nel piano inferiore, altrettante nicchie, inquadrate da decorate cornici leggermente timpanate, in cui trovano sistemazione le statue di santa Marina, a sinistra, e di santa Teresa d'Avila, a destra.
Fra le due paraste ioniche si apre un grande finestrone a nido d'ape mentre sui riccioli delle volute di raccordo sono impostati i busti dei santi Tommaso d'Aquino e Giovanni Crisostomo. Il prospetto culmina con un frontone su cui è posta la data 1696, anno in cui venne completato.

### Campane
La chiesa concattedrale non è dotata di una torre campanaria: le tre campane (in passato quattro) sono infatti poste sulla terrazza e montate sul frontespizio con delle aperture (si parla per questo di campanile a vela). La torre che è adiacente alla basilica è invece la torre civica, con due campane che scandiscono però la vita civile. In passato vi erano due campanili asimmetrici: quello di sinistra era composto da tre piani e da aperture bifore; terminava con un campanone e con due battitori delle ore; quello di destra aveva dimensioni maggiori e ben cinque piani, terminava con un'estremità a cupola con una croce.
| Nome        | Iscrizione latina | Anno |
| ----------- | --- | ---- |
| Campanone   | MODERANTE ECCLESIAM BENEDICTO XIV IMPERANTE IN REGNO AMBAR[UM] SICILIARUM CAROLO BORBONIO REGE. GALLIPOLIT. SEDEM ARCHIEPISCOPO ANTONIO MARIA R. A. PISCATORI LT MANTECAZA A. D. MDCCXLII. SANCTUS DEUS. + SANCTUS FORTIS + SACTUS IMMORTALIS + MISERERE NOBIS + PER IPSUM + CUM IPSO + ET IN IPSO + EST TIBI DEO PATRI OMNIPOTENTI IN UNITATE SPJRITUS SANCTI + OMNIS HONOR + ET GLORIA AMEN + 1744. | 1744 |
| II campana  | AES SACRUM CAMPANAE QUOD IN HONOREM VIRGINIS MARIAE DEI PARENTIS IMMACULATAE AB OMNI LABE ORIGINALIS CULPAE IN SUA INTEGERRIMA CONCEPTIONE EX ANIMO DEVOTE SACRAVIT ILL. ET REV. EPISC. D. ANTONIUS LA SCALA A. R. S. MDCCCLVI IN CATHEDRALI GALLIPOLITANA. | 1856 |
| III campana | CAIETANO MULLER EPISCOPO ET R. SUBECONOMO F. D'ELlA CURANTE. FRANCISCUS OLITA A.D. 1899 LYCII REFUNDIT ME FRACTAM QUAM MICHAEL OLITA EIUS PROAVUS CAROSINI FUDERAT A.D. 1864 | 1899 |
| IV campana  | Giuseppe Olita da Lecce fuse 1895. (non più esistente) | 1895 |
| IV campana  | OPUS AFFABRE EXCUDIT NICOLAUS GIUSTOZZI TRANEN[SIS] | 1935 |

### Interno

Facciata della basilica negli anni Trenta del '900

Il valtellinese Pietro Maisen nel suo libro Gallipoli e suoi dintorni illustrati afferma che «la Cattedrale può a buon diritto dirsi uno dei santuari meno indegni che la mano dell'uomo abbia potuto innalzare al Creatore».
L'interno, a pianta a croce latina, si compone di tre navate separate da dodici colonne doriche. A rendere solenne la struttura è la presenza di dodici altari barocchi così distribuiti: 
- Sant'Isidoro Agricola
- San Francesco di Paola e il miracolo
- Epifania o Adorazione dei Magi
- Madonna della Grazie con Sant’Andrea apostolo e San Giovanni Battista

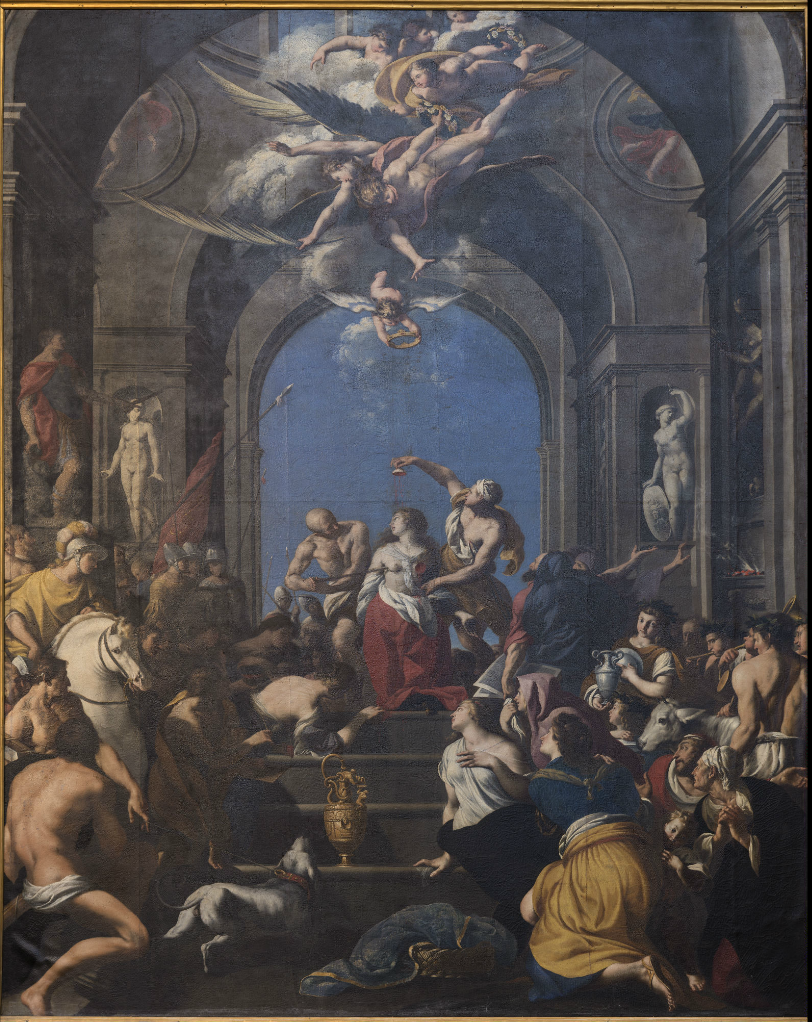
"Sant'Agata" di Giovanni Andrea Coppola

- Sant'Agata "Sant'Agata" di Giovanni Andrea Coppola
- San Sebastiano "San Sebastiano" di Nicola Malinconico
- Immacolata Concezione
- Anime del Purgatorio
- Assunzione di Maria

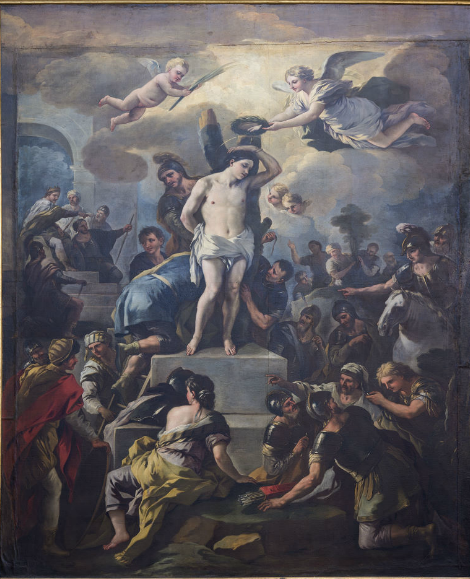
"San Sebastiano" di Nicola Malinconico

- Incoronazione di Maria con Sant’Oronzo e San Nicola

nel transetto:
- Madonna del Soccorso
- Santissimo Sacramento

Nell'altare del Santissimo Sacramento (tutto in marmo comprese le colonne realizzate dal vescovo Filomarini) vi sono due sepolcri. Il primo custodisce i corpi di tutti i vescovi gallipolini e vi è la seguente iscrizione:
L'ultimo vescovo ad essere sepolto nel sepolcro della concattedrale è stato Vittorio Fusco, il quale scelse volutamente la città di Gallipoli, pur essendo morto a Nardò.

Sinodo nella cattedrale, presieduto dal vescovo Nicola Margiotta

L'altro sepolcro appartiene invece alla famiglia Balsamo.
La pittura è l'indiscussa protagonista. Le tele conservate nella concattedrale ne fanno una vera e propria pinacoteca. La decorazione si deve in massima parte al pittore gallipolino Giovanni Andrea Coppola. Questi, dopo aver adattato ad uno dei nuovi altari il dipinto di Gian Domenico Catalano, raffigurante la Madonna col bambino tra Sant'Andrea e San Giovanni Battista (IV altare a sinistra), inserendolo in un'ampia cornice con Storie dei Santi, dipinse sei grandi pale d'altare: Il miracolo di San Francesco di Paola (II altare a sinistra), l'Adorazione dei Magi (III altare a sinistra), le Anime del Purgatorio (III altare a destra), l'Assunzione della Vergine (II altare a destra), il Martirio di Santa Agata (nel braccio sinistro del transetto) e San Giorgio (nel braccio destro del transetto). A rendere più suggestivo il tempio, sono le navate minori che constano di 12 altari nel transetto.

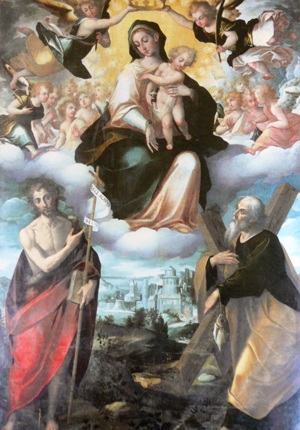
Madonna col bambino tra Sant'Andrea e San Giovanni Battista, opera di Gian Domenico Catalano.

Nel XVIII secolo l'allora cattedrale, grazie alla volontà del nuovo vescovo, il napoletano Oronzo Filomarini, fu oggetto di trasformazioni che ne completarono l'arredo interno in chiave barocca. Il Filomarini volle a Gallipoli Nicola Malinconico, valente pittore napoletano, divulgatore delle ampie scenografie giordanesche. A lui si devono la grande tela de La cacciata dei mercanti dal tempio sulla controfacciata, episodi del Nuovo e Vecchio Testamento sulle pareti e nella volta del coro; il Martirio di San Sebastiano, nel braccio destro del transetto, e due cicli di tele dedicate alla Vita di Sant'Agata (sul soffitto) e alla Storia del rinvenimento della mammella della Santa (nella navata centrale, tra i finestroni). Carlo Malinconico, figlio di Nicola, oltre a ritoccare e riadattare alcuni dipinti del padre e firmare una Visitazione nel transetto, completerà l'apparato iconografico della chiesa con la serie degli Apostoli, degli Evangelisti, delle Virtù e dei Dottori della Chiesa.
Nel presbiterio, delimitato da una balaustra marmorea, s'innalza un maestoso altare maggiore in marmi policromi opera dell'artista bergamasco Cosimo Fanzago. Intorno alla macchina d'altare sono la cattedra vescovile e il grande coro in legno di noce con quarantuno stalli. Tra gli altri arredi degni di nota sono il pulpito, intagliato dal tedesco Giorgio Aver, e il fonte battesimale. A dominare la cattedrale è una tela posta sopra l'altare maggiore (nella cupola della crociera nel transetto) è il Martirio di Sant'Agata, un'opera eseguita da Nicola Malinconico; essa ricopre più di 100 metri quadrati, ed è molto simile allo stile di Luca Giordano, suo maestro.

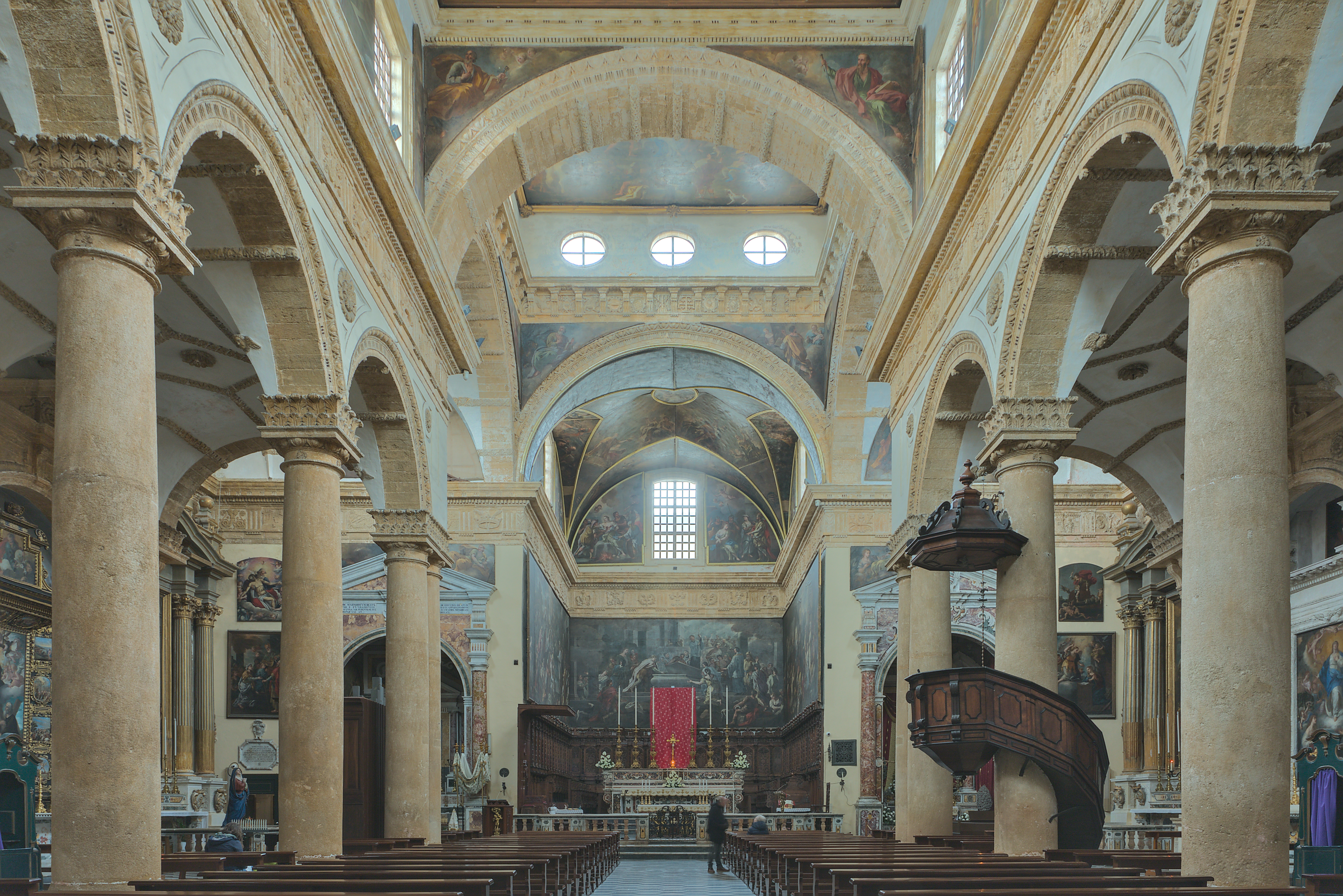
Navata e coro.
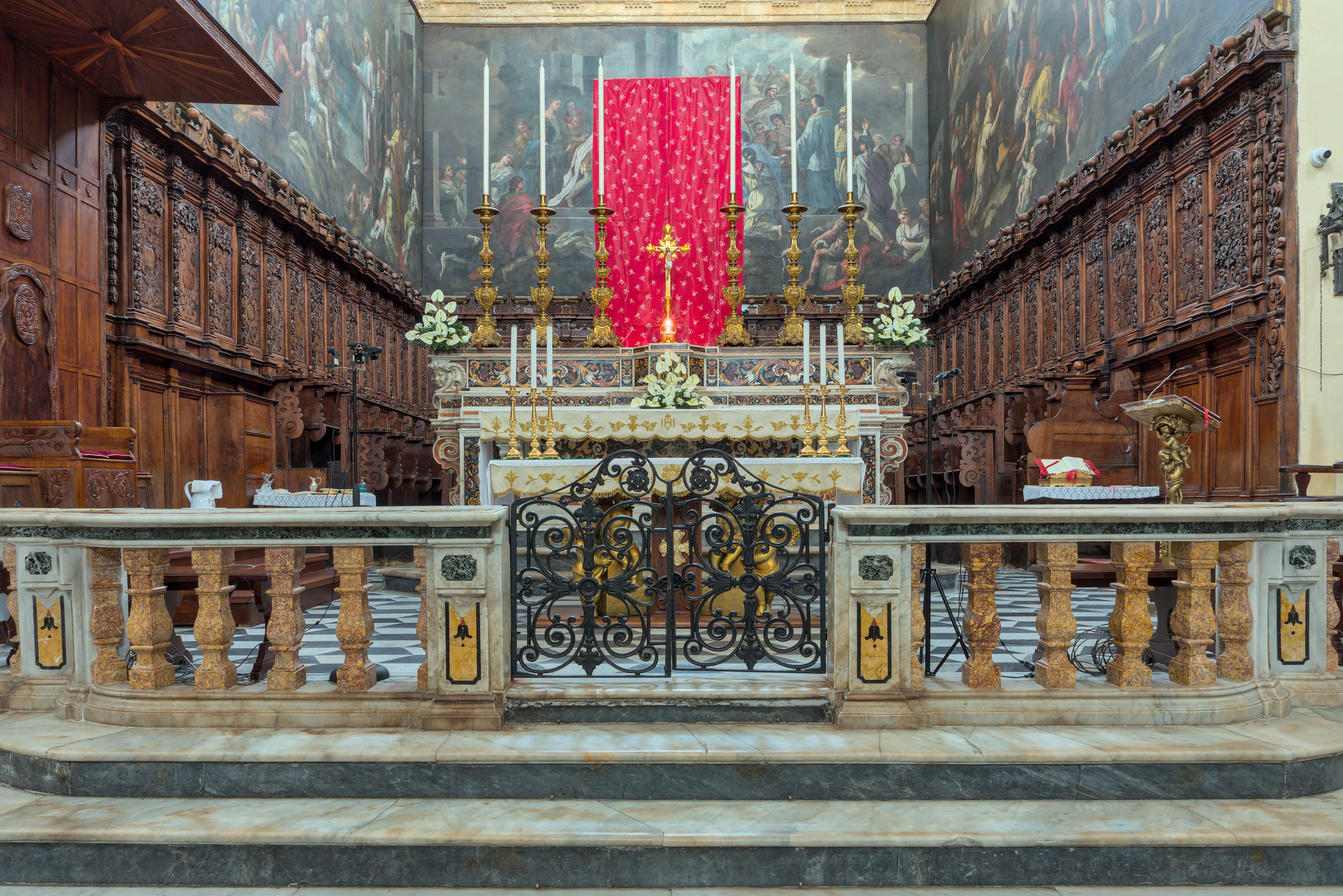
Coro.
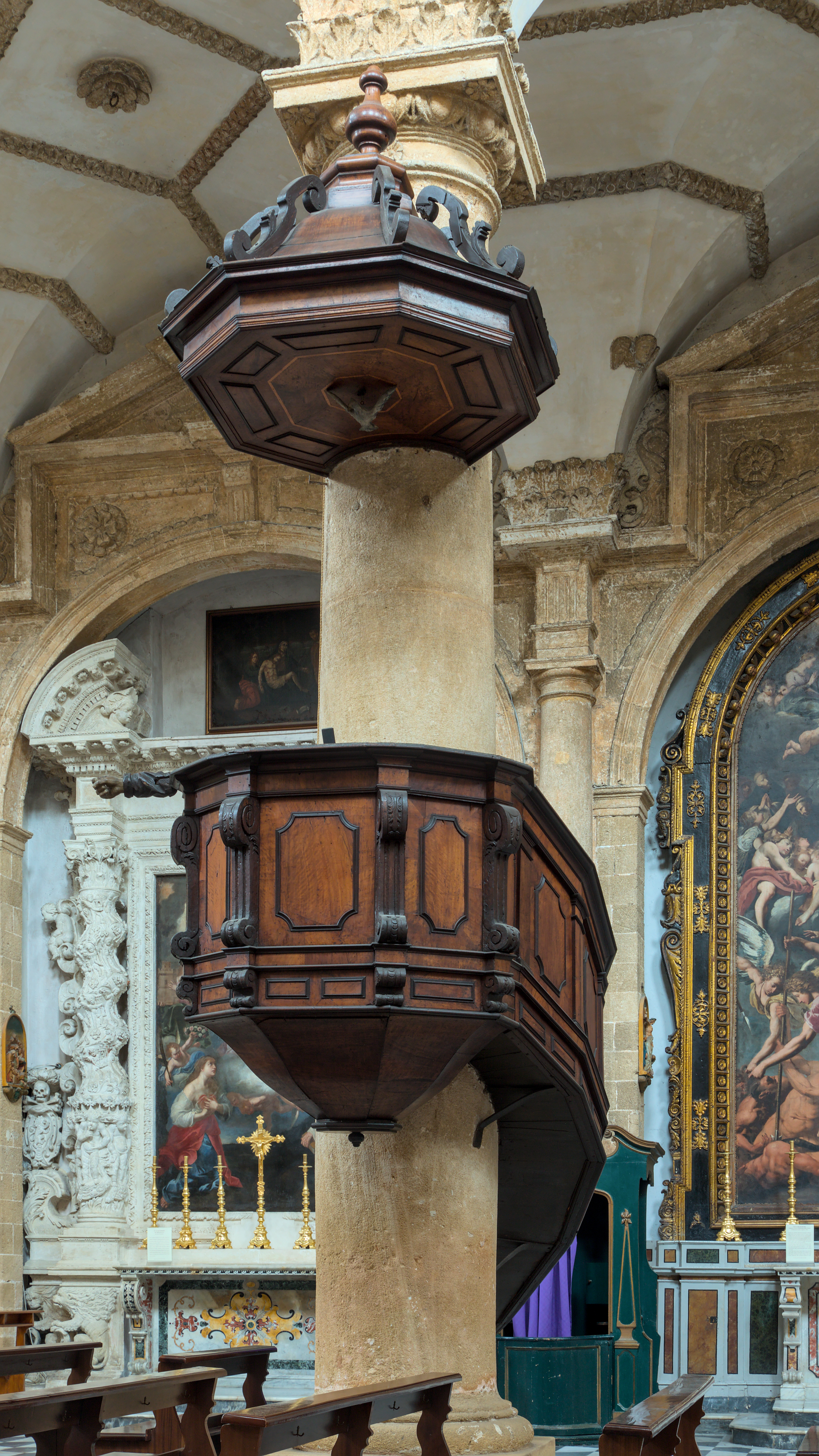
Sedia.
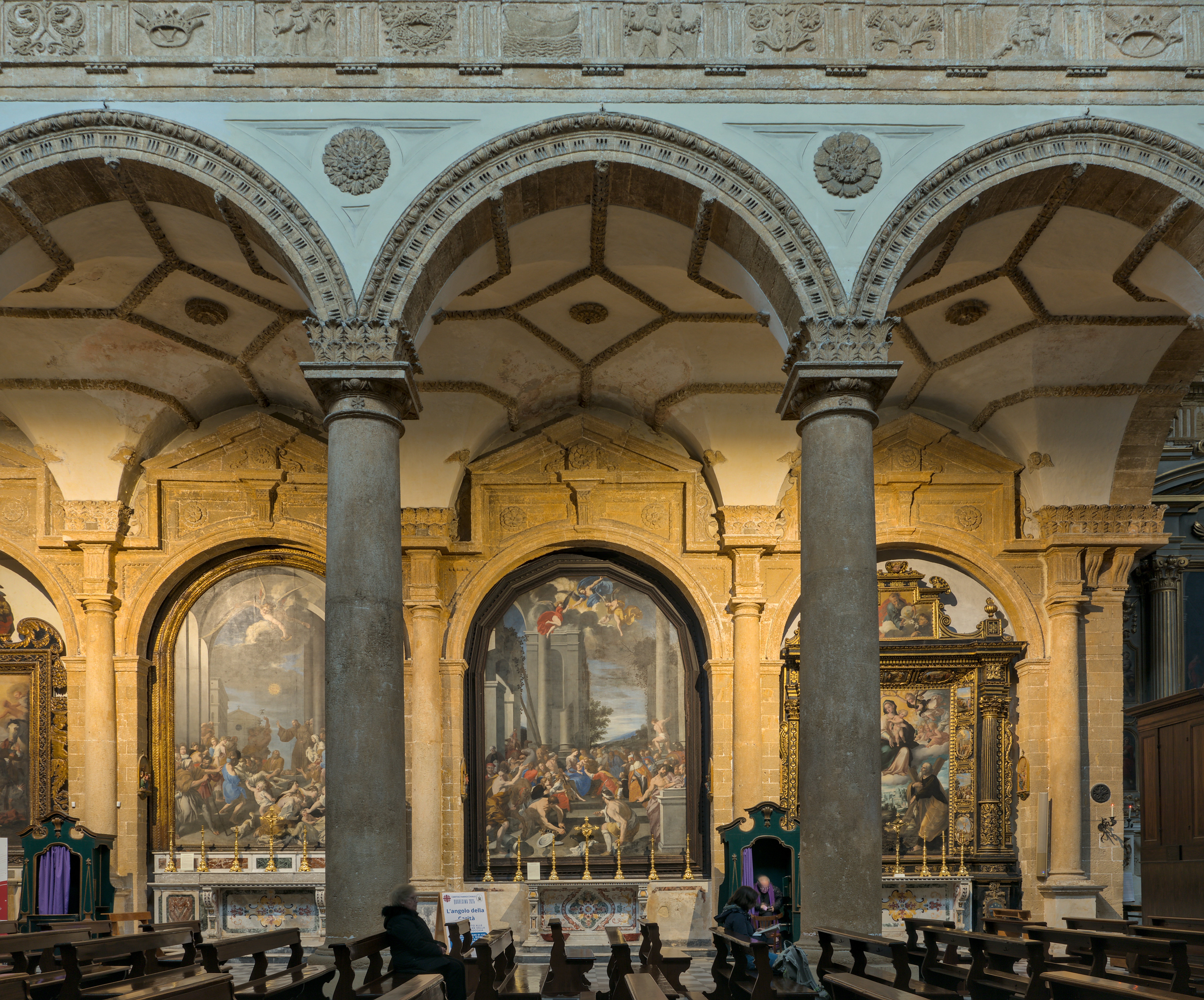
Navata sinistra.
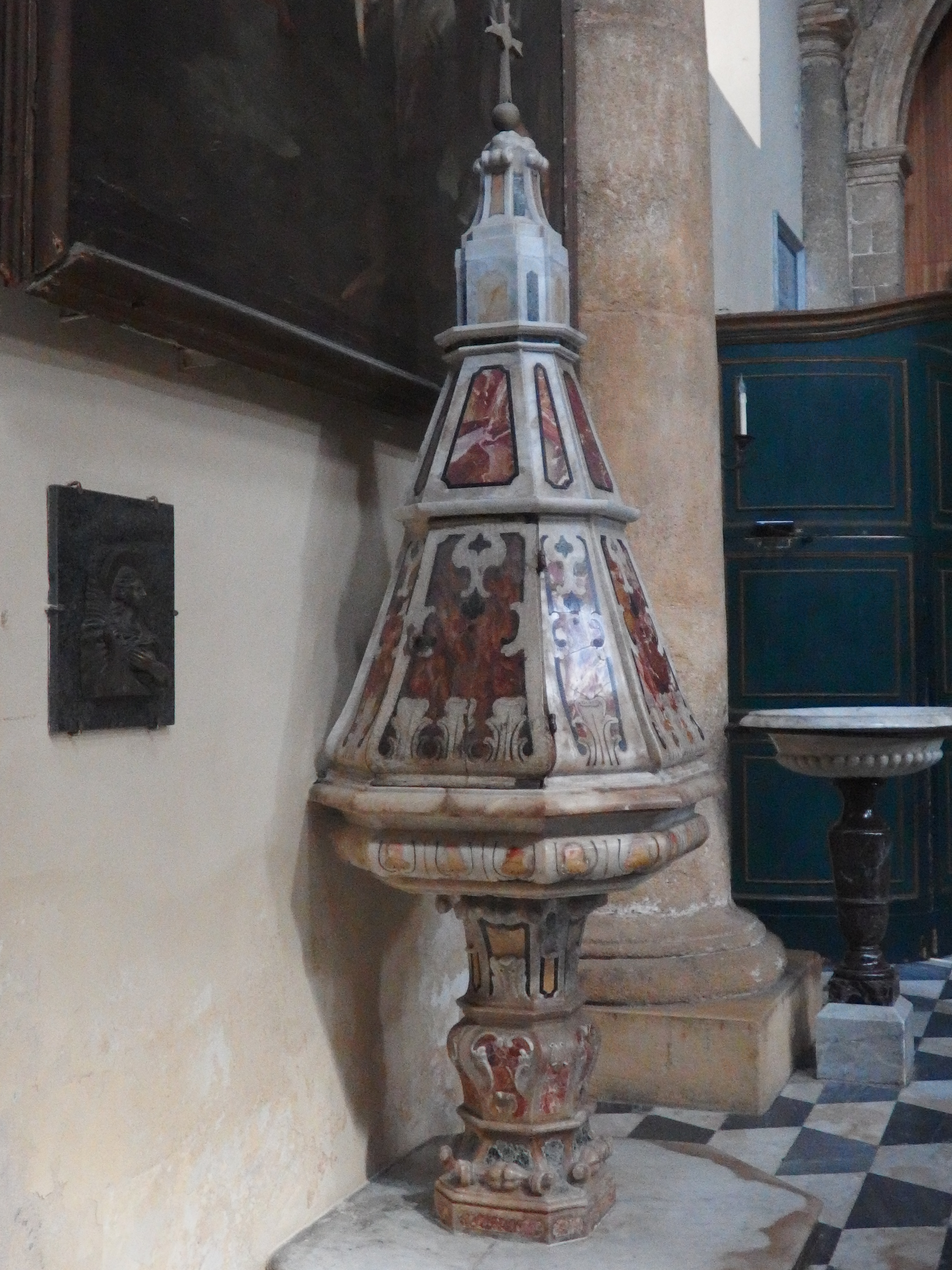
Fonte battesimale.

### Il Capitolo concattedrale di Gallipoli
Il capitolo dei canonici della basilica concattedrale di Gallipoli vanta origini antichissime e risalirebbe alle origini dell'omonima diocesi (VI secolo). Nell'Ottocento il capitolo era costituito da diciannove canonici tra cui emergevano sette dignità in questo ordine: arciprete, arcidiacono, decano, cantore, tesoriere, primicerio ed infine il preposito; i rimanenti erano i cosiddetti canonici semplici (come il penitenziere). Altri diciotto sacerdoti si definivano cantori, in quanto occupavano gli stalli del coro coadiuvando i canonici effettivi.

Altri cinque erano definiti amovibili poiché nominati direttamente dal vescovo: il loro principale ufficio era quello di cantare l'ufficio divino in canto gregoriano; gli altri tre sono i cappellani. Il capitolo completo era rappresentato quindi da trentasette sacerdoti. Sino al 1741 i canonici vestivano con una cotta, una mozzetta di lana di color nero. Le dignità sono riconoscibili per la mozzetta violacea. Tutti gli altri componenti vestivano solo una cotta bianca.

Nel 1741 il pontefice Benedetto XIV riformò l'abbigliamento dei canonici: da questa data in poi vestiranno un rocchetto con maniche strette e lunghe e su di esso la cappa magna di lana violacea con cappuccio. Durante l'inverno indossano una pelle bianca di coniglio. Oggi il capitolo della pontificia basilica concattedrale è costituito da quattro canonici, capeggiati da un presidente-primicerio-teologo.

## Coro, cattedra, presbiterio
Tre sono le tele che imponenti occupano il coro, ma la più importante e senza dubbio quella ritraente "Il sepolcro di Agata", la grande tela centrale di Nicola Malinconico: come si deduce dallo stesso nome, viene rappresentato qui il sepolcro della santa martire. Sono numerose le figure che sono vicino alla tomba, segnate indelebilmente dalla pietas cristiana, ma tra esse spicca quella di una figura celestiale che sta per inserire nel sepolcro una tavola recante la seguente iscrizione: "Mentem Sanctam Spontaneami Honorem Deo et Patriae Liberationem" cioè "Agata spontaneamente e santamente si era votata ad onorare Dio e a ottenere la liberazione della sua patria". Il Malinconico ha ritratto una scena relativa all'anno dopo la morte della santa, quando i catanesi si rivolsero al sepolcro per arginare l'eruzione dell'Etna.
Le altre due tele (sempre del Malinconico) sono la Guarigione del vecchio paralitico e L'Ingresso di Gesù in Gerusalemme caratterizzare da un estremo realismo: sulle figure è adagiato un vestito morbido e leggero con panneggio.
Alle spalle dell'altare maggiore della basilica concattedrale si erge il coro ligneo iniziato nel 1706 e terminato un anno dopo, su iniziativa del vescovo Oronzo Filomarini; furono sistemati i sedili disposti a tre ordini, lavorati in legno di noce con eleganti intagli, fiorami e altri fregi da un celebre artista tedesco, Giorgio Aver.
Il coro è composto da cinquantuno stalli e al centro campeggia la cattedra vescovile, molto più decorata rispetto agli altri stalli, intagliata, con numerose paraste in legno di noce, putti e con lo stemma episcopale di Filomarini.
La cattedra episcopale è sormontata dal baldacchino sagomato e completata dagli scranni riservati alle principali dignità del Capitolo concattedrale.

## Reliquia di San Fausto
La concattedrale di Gallipoli è conosciuta anche perché conserva la reliquia di San Fausto.
Inizialmente essa apparteneva al cardinale Gaspare de Carpineo, vicario generale di papa Innocenzo XI, successivamente la donò al cardinale Mario Alberizzi. Il 6 aprile 1679, lo consegnò ad Onofrio Castellana, tesoriere della Concattedrale di Gallipoli e infine andò nelle mani del vescovo Antonio Perez della Lastra. La cerimonia ufficiale avvenne nella sagrestia della stessa basilica al cospetto di alti prelati, di canonici, di docenti universitari e del sindaco; il vescovo Della Lastra sciolse il sigillo e nel 1681 si portò processionalmente per le vie della città per poi essere collocato in una cassetta di legno dorato e argentato. La cassa fu chiusa con tre chiavi possedute dal vescovo, dal canonico e dal sindaco.

## Reliquia di Sant'Agata
Una tradizione diffusa in Puglia spiegherebbe con un miracolo la presenza della reliquia a Gallipoli. Si dice che l'8 agosto 1126 sant'Agata apparve in sogno a una donna che si era addormentata dopo aver lavato i panni nella spiaggia della Purità a Gallipoli e avvertì che il suo bambino stringeva qualcosa tra le labbra: era la mammella della Santa. La donna si svegliò e ne ebbe conferma, ma non riuscì a convincerlo ad aprire la bocca. Tentò a lungo: poi, in preda alla disperazione, si rivolse al vescovo, che celermente giunse nella spiaggia insieme ad altri ecclesiastici. Il prelato recitò una litania invocando tutti i santi, e soltanto quando pronunciò il nome di Agata il bimbo aprì la bocca. Da essa venne fuori una mammella, evidentemente quella di sant'Agata.
Essa rimase nella basilica fino al 1380, anno in cui Raimondo Orsini del Balzo, principe di Taranto, la trasferì furtivamente, nel monastero di Santa Caterina d'Alessandria a Galatina, dove attualmente è custodita. Numerosi sono stati i tentativi per portare l'insigne reliquia a Gallipoli, tanto che lo stemma civico di Gallipoli presente sul basamento è stato cancellato, come per cancellare ogni traccia della provenienza. Nel 1494 re Alfonso II d'Aragona ordinò che fosse posta sotto la custodia del castellano di Lecce e i padri olivetani protetti da re Alfonso, si adoperarono affinché la reliquia tornasse nuovamente in Santa Caterina a Galatina, dove si trova tuttora.
Secondo il vescovo gallipolino Montoya de Cardona la reliquia fu trafugata furtivamente dagli abitanti di Galatina "ex auctoritate" e fu "rubata furtivamente e all'insaputa dell'Università gallipolitana". Numerosi sono stati i tentativi dei gallipolini di riportare nella concattedrale di Sant'Agata la reliquia, a partire dal vescovo Gaetano Muller, il quale scrisse una lettere al cardinale prefetto dell'epoca, fino ad arrivare ad Achille Starace, segretario del Partito Nazionale Fascista. Sono state scritte delle lettere per sollecitare l'arcivescovo di Otranto (da cui dipende Galatina) mons. Donato Negro a restituire la sacra reliquia ora a Galatina, città che non ha alcun diritto a detenerla.

## Sacra Sindone
La sindone è un lenzuolo di lino su cui è impressa l'immagine autentica del Cristo.
Il vescovo di Gallipoli di origine spagnola Sebastiano Quintiero Ortiz donò durante il suo episcopato una singolare copia della Sacra Sindone di Torino (una delle cinque al mondo) alla chiesa allora cattedrale. Essa fu realizzata molto probabilmente a Torino e misura 4,10 di lunghezza e 1,4 metri in larghezza; l'impronta di Gesù è di 1,78 metri. Il suo prestigio è dovuto anche al fatto che il vescovo Ortiz la fece posare sull'originale di Torino, esposta nella chiesa di San Lorenzo per la visita di San Carlo Borromeo. È quindi da considerarsi come vera reliquia di III classe in quanto è entrata in contatto con reliquie di I classe (oggetti direttamente associati alla vita di Gesù Cristo). Ogni venerdì di Quaresima, oltre alla succitata sindone, viene esposta una reliquia che contiene un pezzo di legno della Croce con lo stemma del vescovo Zelodano, 38º vescovo della città.

### Museo diocesano di Gallipoli
Adiacente alla basilica concattedrale di Gallipoli, è presente il Museo diocesano di Gallipoli. Nacque nel 2004 con il contributo della Conferenza Episcopale Italiana, dell'Unione europea, della Regione Puglia e della diocesi stessa. L'edificio in cui è situato è l'antico palazzo del seminario costruzione barocca del 1750. Il palazzo del seminario, su indicazione del concilio di Trento, fu voluto dal vescovo De Ruenda. Il progetto elaborato fu ripreso dal vescovo Serafino Brancone. Alla costruzione contribuì il comune della stessa città con una donazione di 300 ducati e dopo aver venduto alcuni beni appartenenti all'abbazia di San Mauro di Sannicola. Il 16 marzo 1752 fu posta la prima pietra di costruzione, ad opera di mastro Adriano Preite da Copertino. Il palazzo fu terminato nel 1756 e inaugurato nel 1760 dal vescovo Ignazio Savastano. L'esterno è riccamente decorato con una squisita grazia barocca con temi e motivi ripresi poi da altri palazzi di Gallipoli, come palazzo Doxi. Dal 12 luglio 2004 è sede del museo diocesano: contiene numerosi dipinti, quadri, tesori e paramenti ecclesiastici del 1600-1700 oltre ai busti argentei di sant'Agata e san Sebastiano, patroni gallipolini. All'interno del museo sono presenti numerosissime collezioni di paramenti sacri, campane, arredamenti, tele, le statue argentee-dorate dei santi protettori oltre all'imponente baldacchino, appartenuto a mons. Oronzo Filomarini, vescovo dal 1700 al 1741.

## Antica sede della Diocesi di Gallipoli
Gallipoli è stata sede fissa vescovile fino al 1986 quando venne accorpata alla più giovane chiesa neretina
Il 30 settembre 1986, con il decreto Instantibus votis della Congregazione per i vescovi, le due sedi di Nardò e di Gallipoli furono unite plena unione e la nuova circoscrizione ecclesiastica ha assunto il nome di Diocesi di Nardò-Gallipoli.

## Galleria d'immagini

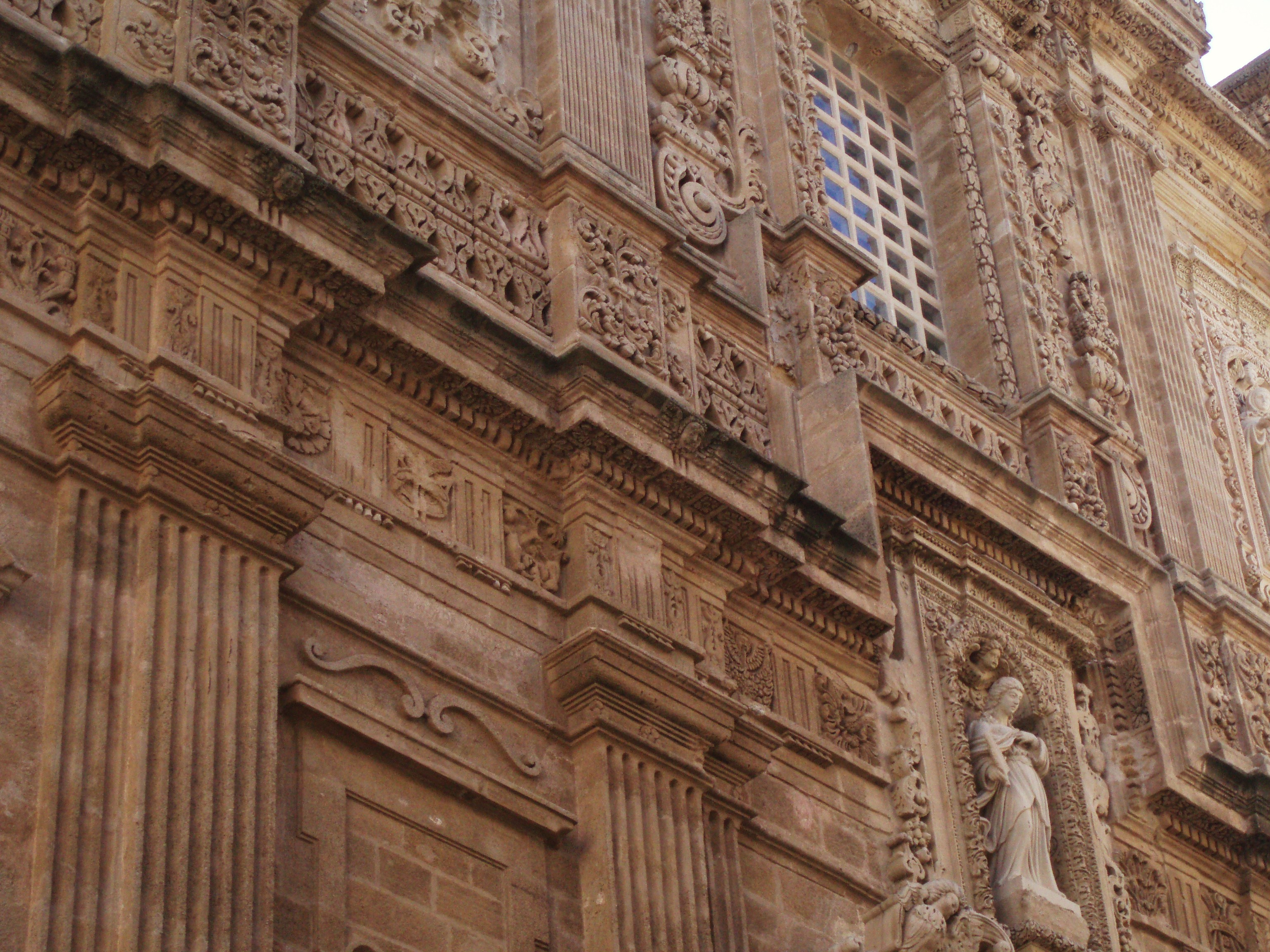
Particolare esterno
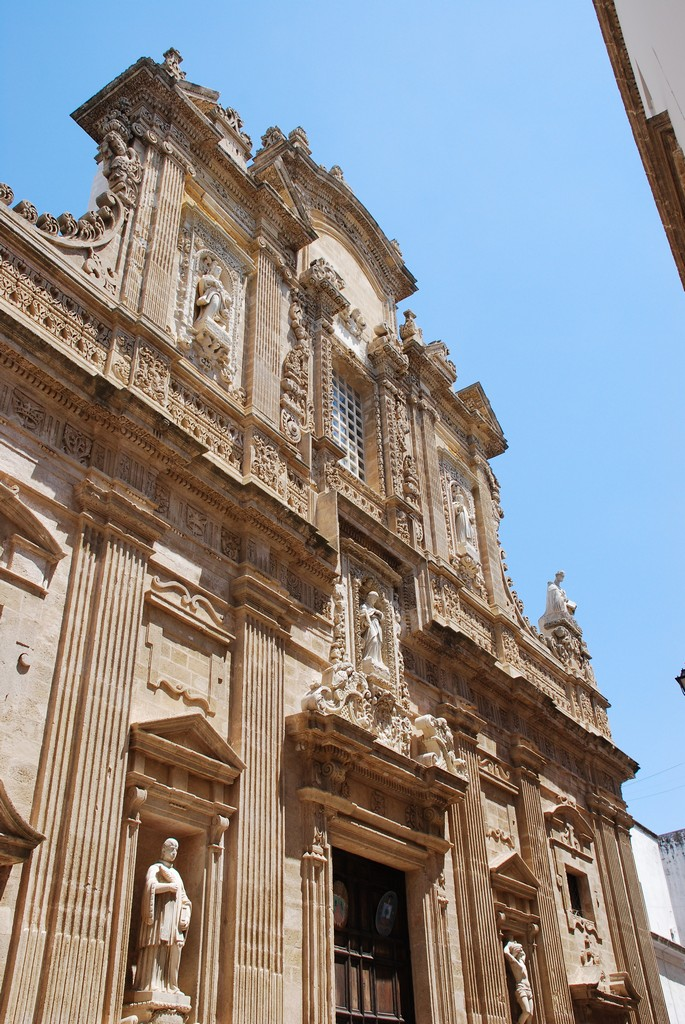
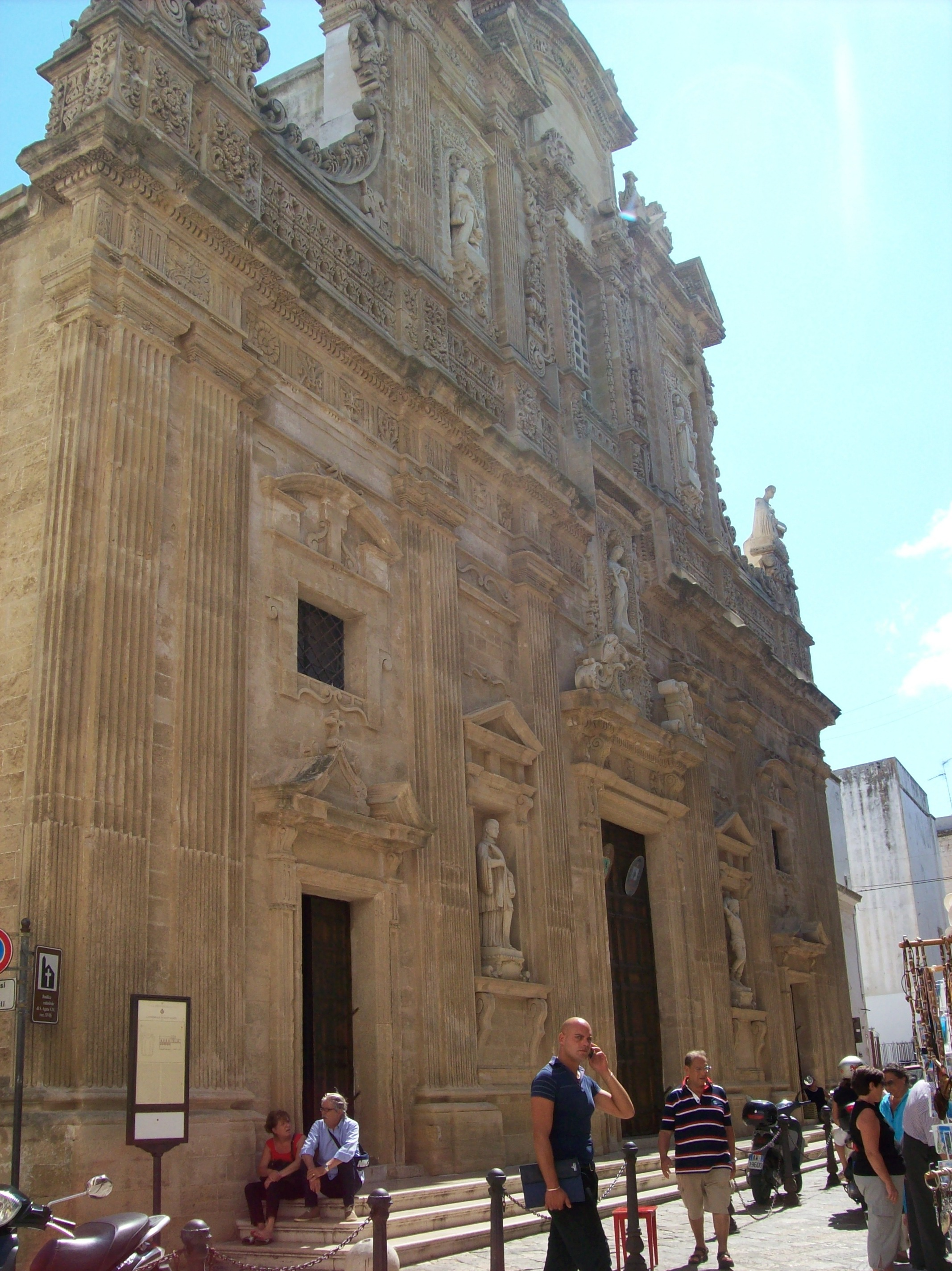
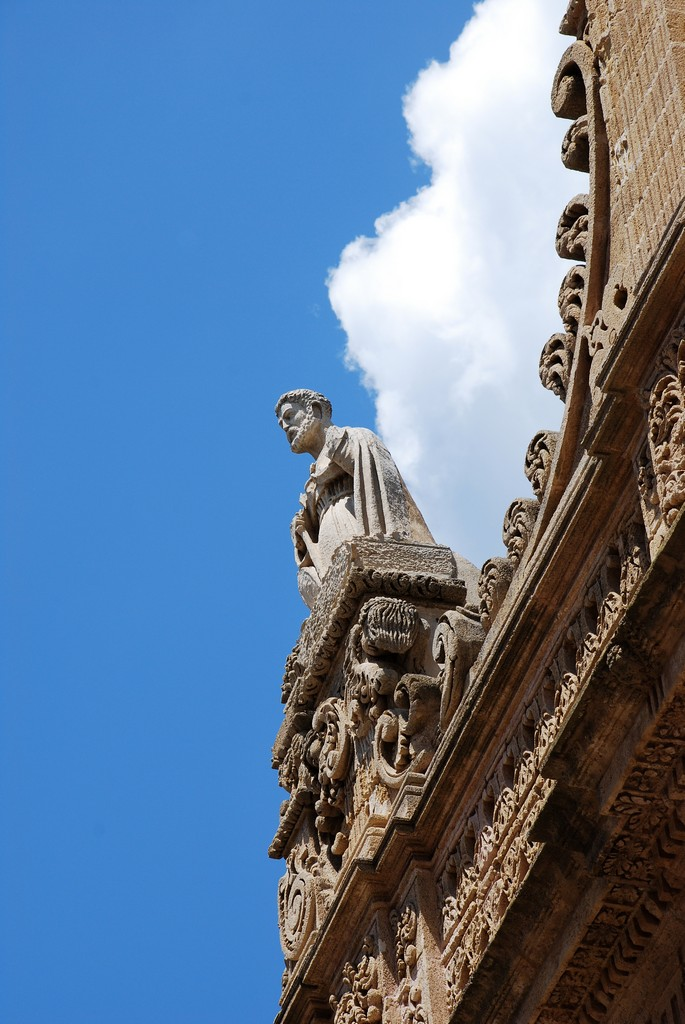
Dettaglio
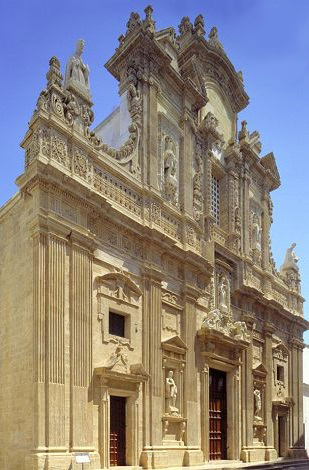
Facciata
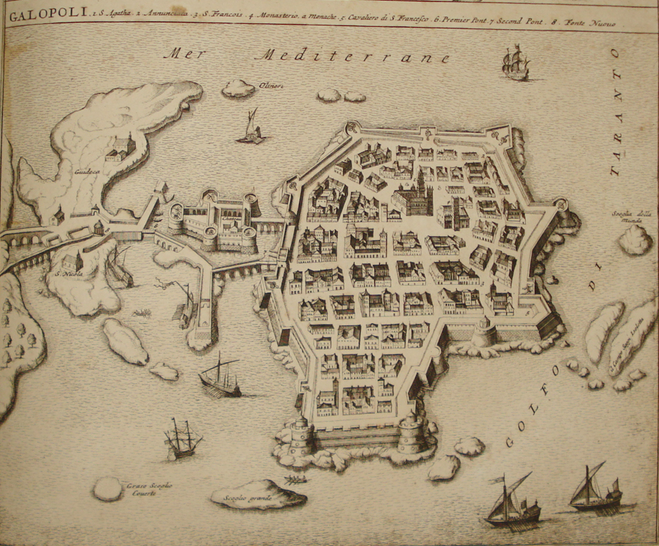
Mappa geografica di Pierre Mortier. La Cattedrale si trova al centro
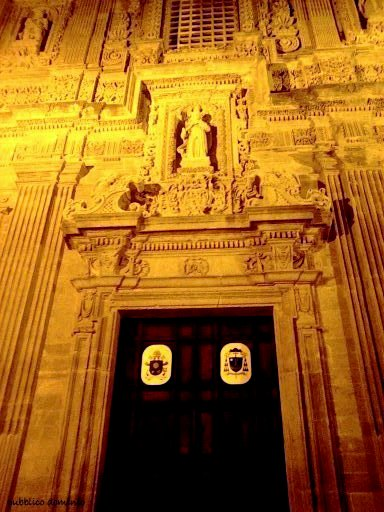
Stemmi di papa Francesco e del vescovo Fernando Filograna
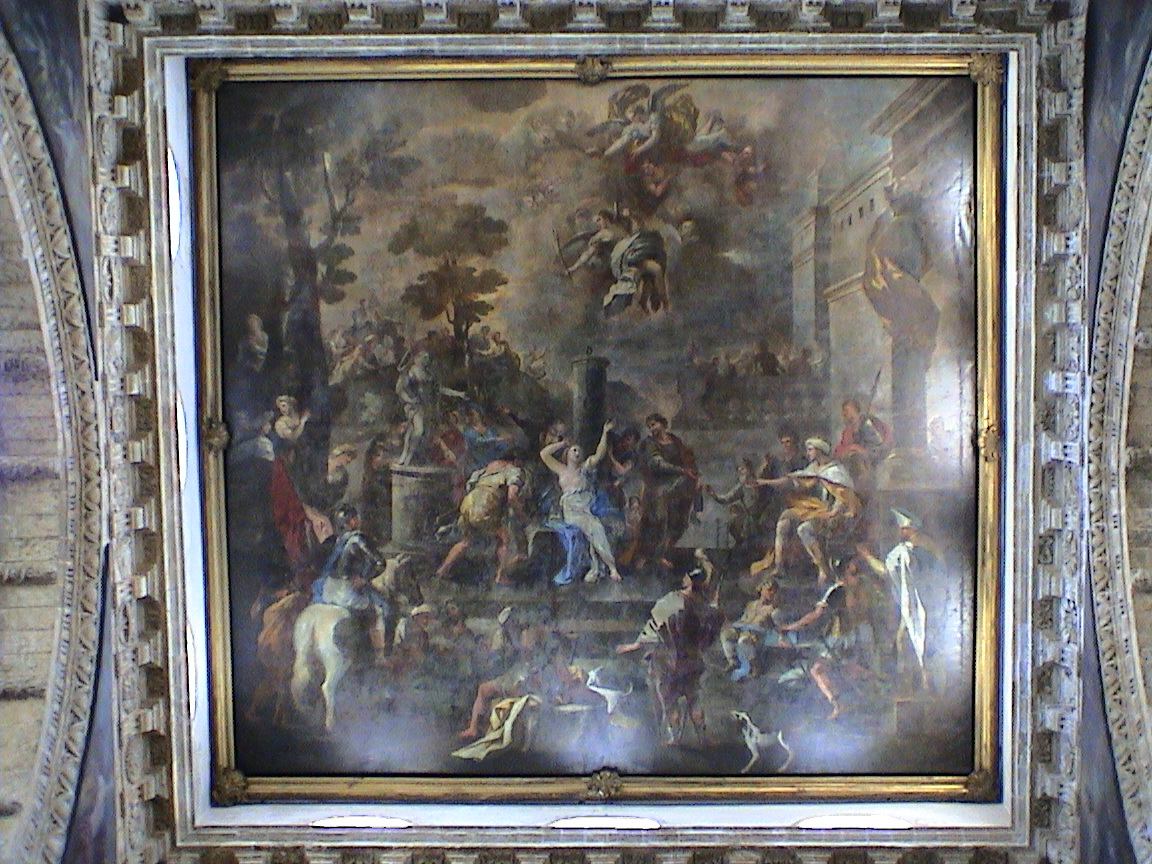
Martirio di Sant'Agata
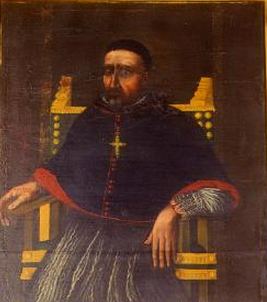
Vescovo Antonio Perez della Lastra
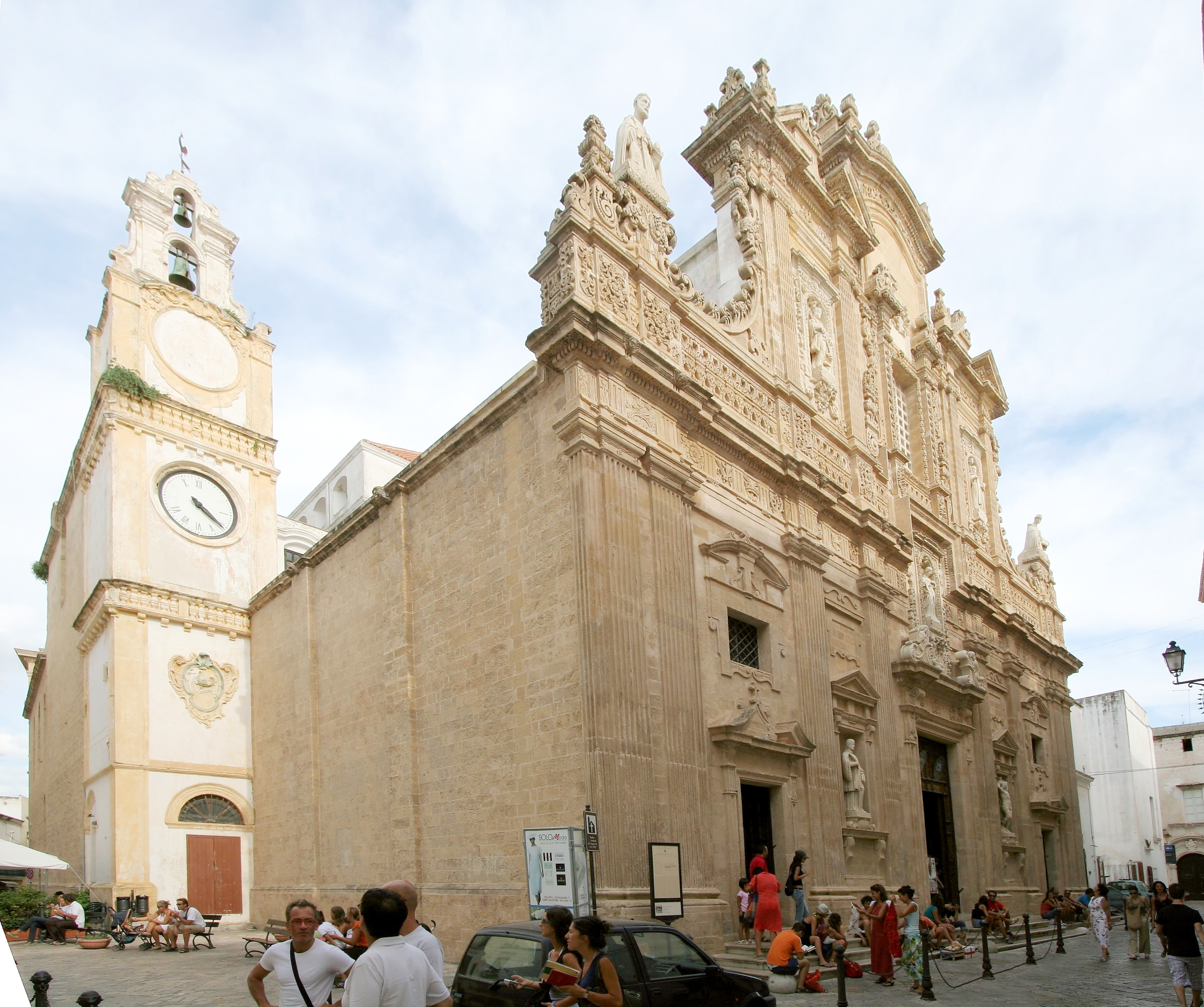
Esterno
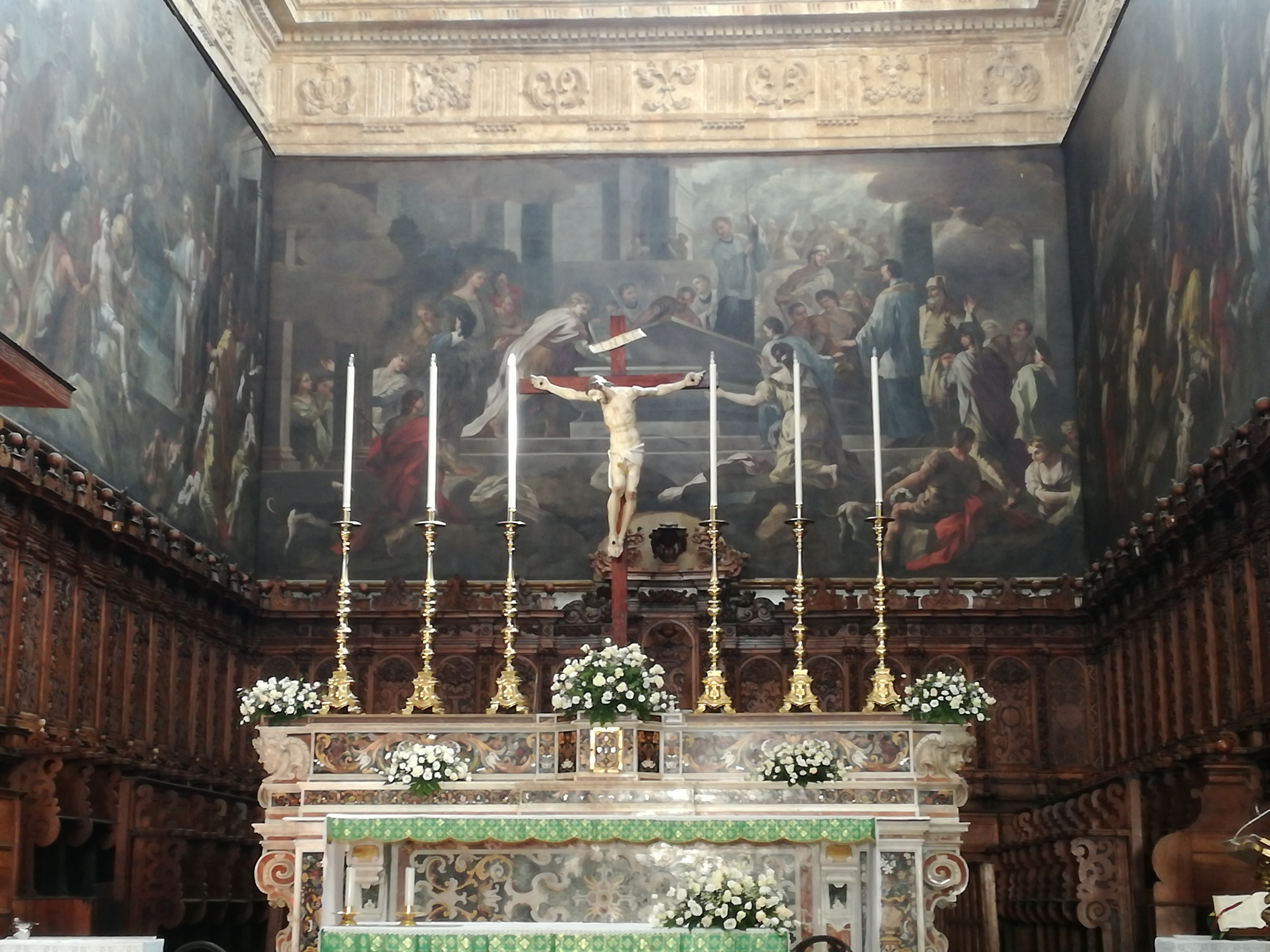
L'altare